# Diógenes de la Rosa
Diógenes de la Rosa (Panamá, 26 de enero de 1904 - Ib., 19 de julio de 1998) fue un ensayista, diplomático y político de izquierda panameño. Egresado de la Sección Normal del Instituto Nacional en el año de 1921, se incorporó casi enseguida a la actividad periodística. Fue miembro de las Academias Panameñas de la Historia y de la Lengua. En 1997 se le otorga el Premio Universidad.

## Carrera
Fue fundador y director de periódicos ya desaparecidos como: Comentario, con Domingo H. Turner, en 1924; El hombre libre (1924); El inquilino (1925); El Laborista (1926); El grito del pueblo (1928); El nuevo liberal (1931-32); El campesino (1934); El pana libre (1936-37); Frente popular (1937); Guion (1942); Acción socialista (1945-46). 
Fue representante popular en el Consejo Municipal de Panamá (1932-1936); Diputado a la Asamblea Nacional Constituyente en 1946 por el partido socialista. Miembro del equipo negociador de los tratados canaleros con los Estados Unidos de América (Torrijos - Carter); Asesor personal del Presidente Ernesto de la Guardia y de los venezolanos Rómulo Betancourt y Carlos Andrés Pérez. 

## Producción intelectual
- El mito de la intervención (1927)
- Tamíz de noviembre: dos ensayos sobre la nación panameña (1930)
- Eusebio A. Morales, conciencia crítica de la República (1949)
- Ensayos varios (1968)
- La asamblea americana de Panamá (1976)

## Artículos sobre Diógenes de la Rosa
Víctor Atencio G. El Problema del Indio: Aporte del Pensamiento político Latinoamericano. Una mirada al pensamiento de José Carlos Mariategui y Diógenes de la Rosa. Ponencia presentada en el IV Congreso Centroamericano de Ciencias Políticas celebrado en la Universidad Especializada de las Américas (UDELAS), Ciudad de Panamá, Panamá del 16 al 18 de julio de 2009. Consultar en http://victoratenciog.blogspot.com/2009/06/el-problema-del-indio-aporte-del.html